# Línea 480 (Interurbanos Madrid)
La línea 480 de la red de autobuses interurbanos de Madrid une el intercambiador de Plaza Elíptica con Leganés Central.

## Características
La línea fue creada el 1 de noviembre de 2007. Une estos dos puntos, atravesando Leganés Norte, Zarzaquemada y la universidad en 40 minutos.
Está operada por la empresa Martín mediante la concesión administrativa VCM-404 - Madrid – Leganés – Fuenlabrada (Viajeros Comunidad de Madrid) del Consorcio Regional de Transportes de Madrid.

## Horarios
| Lunes a viernes laborables (Vigente de 1 de septiembre a 30 de junio) |
| De 6:46 a 10:01 cada 13 minutos                                       |
| De 10:16 a 17:00 cada 15-20 minutos                                   |
| De 17:00 a 22:00 cada 15 minutos                                      |
| De 22:00 a 23:00 cada 20 minutos                                      |
| A 23:30 - 24:00                                                       |
| Lunes a viernes laborables (Vigente julio)                            |
| De 6:40 a 8:46 cada 18 minutos                                        |
| A 9:04 - 9:22 - 9:40 - 9:59                                           |
| De 10:18 a 20:12 cada 18 minutos                                      |
| De 20:12 a 24:00 cada 20-25 minutos                                   |
| Lunes a viernes laborables (Vigente agosto)                           |
| De 6:40 a 23:30 cada 22-25 minutos                                    |
| A 24ː00                                                               |
| Sábados laborables (Vigente de 1 de septiembre a 30 de junio)         |
| De 6:40 a 23:24 cada 20-30 minutos                                    |
| A 24:00                                                               |
| Sábados laborables (Vigente de 1 de julio a 31 de agosto)             |
| De 6:40 a 23:35 cada 22-30 minutos                                    |
| A 24ː00                                                               |
| Domingos y festivos (Vigente de 1 de septiembre a 30 de junio)        |
| De 8:15 a 19:34 cada 30-35 minutos                                    |
| De 19:59 a 24:00 cada 20-25 minutos                                   |
| Domingos y festivos (Vigente de 1 de julio a 31 de agosto)            |
| De 8:15 a 15:40 cada 45 minutos                                       |
| De 16:15 a 24:00 cada 30-40 minutos                                   |

| Lunes a viernes laborables (Vigente de 1 de septiembre a 30 de junio) |
| De 6:00 a 9:15 cada 13 minutos                                        |
| De 9:15 a 12:00 cada 15 minutos                                       |
| De 12:20 a 15:55 cada 15-20 minutos                                   |
| De 16:15 a 21:15 cada 15 minutos                                      |
| De 21:00 a 22:20 cada 20 minutos                                      |
| A 22:50 - 23:20                                                       |
| Lunes a viernes laborables (Vigente julio)                            |
| De 6:00 a 19:30 cada 18 minutos                                       |
| De 19:50 a 23:20 cada 20-25 minutos                                   |
| Lunes a viernes laborables (Vigente agosto)                           |
| De 6:00 a 22:50 cada 22-25 minutos                                    |
| A 23ː20                                                               |
| Sábados laborables (Vigente de 1 de septiembre a 30 de junio)         |
| De 6:00 a 22:24 cada 22-30 minutos                                    |
| A 22:44 2- 3:20                                                       |
| Sábados laborables (Vigente de 1 de julio a 31 de agosto)             |
| De 6:00 a 23:15 cada 22-30 minutos                                    |
| Domingos y festivos (Vigente de 16 de septiembre a 30 de junio)       |
| A 7:45 - 8:15 - 8:45                                                  |
| De 9:00 a 18:50 cada 35 minutos                                       |
| De 19:15 a 23:00 cada 25 minutos                                      |
| A 23:20                                                               |
| Domingos y festivos (Vigente de 1 de julio a 15 de septiembre)        |
| A 7:45 - 8:30 - 9:00                                                  |
| De 9:45 a 15:00 cada 45 minutos                                       |
| De 15:30 a 23:20 cada 30-35 minutos                                   |

## Recorrido y paradas

### Sentido Leganés
| Código | Parada                                       | Común con                   | Conexiones con Metro y Cercanías | Municipio | Zona |
| ------ | -------------------------------------------- | --------------------------- | -------------------------------- | --------- | ---- |
| 17041  | Intercambiador de Plaza Elíptica (dársena 8) |                             | Plaza Elíptica                   | Madrid    |      |
| 3994   | Vía Lusitana - Consejería de Empleo y Mujer  | 116 E1                      |                                  | Madrid    |      |
| 07617  | Vía Lusitana - Cementerio Sur                | 484 485                     |                                  | Madrid    |      |
| 17800  | Ctra. M425 - Parque tecnológico              |                             |                                  | Leganés   |      |
| 08205  | Ctra. M421 - C.C. Plaza Nueva                | 481 482 484 485 491 492 493 |                                  | Leganés   |      |
| 11906  | Av. María Moliner - Residencia               | 485                         |                                  | Leganés   |      |
| 11907  | Av. María Moliner - Pza. del Laberinto       | 485                         |                                  | Leganés   |      |
| 11908  | Av. María Moliner - Flora Tristán            | 485                         |                                  | Leganés   |      |
| 12829  | Av. Reina Sofía - Gabriela Mistral           | 485 1                       |                                  | Leganés   |      |
| 07969  | Av. Europa - Est. Zarzaquemada               | 481 488 497                 | Zarzaquemada                     | Leganés   |      |
| 07959  | Somontano - Priorato                         | 481 488 497                 |                                  | Leganés   |      |
| 07957  | Monegros - Mayorazgo                         | 481 483 484 488 1           |                                  | Leganés   |      |
| 07955  | Monegros - Av. Rey Juan Carlos I             | 481 483 484 488 1           |                                  | Leganés   |      |
| 07953  | Rioja - Av. Rey Juan Carlos I                | 432 481 483 484 488         |                                  | Leganés   |      |
| 07951  | Rioja - Alcudia                              | 432 481 483 484 488         |                                  | Leganés   |      |
| 07927  | Rioja - Colegio                              | 432 481 483 484 488         |                                  | Leganés   |      |
| 07932  | Rioja - Lora                                 | 481 484 488                 |                                  | Leganés   |      |
| 13121  | Av. La Mancha - Parque Pablo Ruiz Picasso    | 432 484 1                   |                                  | Leganés   |      |
| 13122  | Av. La Mancha - Centro de mayores            | 484 1                       |                                  | Leganés   |      |
| 13123  | Av. La Mancha - Parque Pablo Ruiz Picasso    | 484 1                       |                                  | Leganés   |      |
| 07920  | Av. Doctor Martín Vegue - Av. La Mancha      | 484                         | Casa del Reloj                   | Leganés   |      |
| 07899  | Av. Doctor Martín Vegue - San Mateo          | 450 484                     |                                  | Leganés   |      |
| 07905  | Av. Universidad - Universidad                | 432 450 482 485             |                                  | Leganés   |      |
| 07907  | Av. Universidad - Santa Rosa                 | 432 485 486                 |                                  | Leganés   |      |
| 07871  | Santa Rosa - Charco                          | 485 486                     |                                  | Leganés   |      |
| 07880  | Santa Rosa - Est. Leganés Central            | 484                         | Leganés Central                  | Leganés   |      |

### Sentido Madrid
| Código | Parada                                       | Común con                   | Conexiones con Metro y Cercanías | Municipio | Zona |
| ------ | -------------------------------------------- | --------------------------- | -------------------------------- | --------- | ---- |
| 07880  | Santa Rosa - Est. Leganés Central            | 484                         | Leganés Central                  | Leganés   |      |
| 07878  | Santa Teresa - Estación                      | 432 484 485 486             |                                  | Leganés   |      |
| 07908  | Av. Universidad - Santa Rosa                 | 432 485 486                 |                                  | Leganés   |      |
| 07904  | Av. Universidad - Policía Nacional           | 432 450 482 485             |                                  | Leganés   |      |
| 07898  | Av. Doctor Martín Vegue - Av. de la Mancha   | 432 450 484                 |                                  | Leganés   |      |
| 07897  | Av. Doctor Martín Vegue - Av. Gibraltar      | 484                         | Casa del Reloj                   | Leganés   |      |
| 07922  | Av. La Mancha - Parque Pablo Ruiz Picasso    | 432 484 1                   |                                  | Leganés   |      |
| 07931  | Rioja - Lora                                 | 481 484 488                 |                                  | Leganés   |      |
| 07928  | Rioja - Colegio                              | 432 481 483 484 488         |                                  | Leganés   |      |
| 07952  | Rioja - Almunia                              | 432 481 483 484 488         |                                  | Leganés   |      |
| 07954  | Rioja - Av. Juan Carlos I                    | 432 481 483 484 488         |                                  | Leganés   |      |
| 16211  | Monegros - Priorato                          | 481 483 484 488 1           |                                  | Leganés   |      |
| 07958  | Monegros - Mayorazgo                         | 481 483 484 488 1           |                                  | Leganés   |      |
| 07960  | Somontano - Escuela Infantil                 | 481 488 497                 |                                  | Leganés   |      |
| 12826  | Roncal - Est. Zarzaquemada                   | 485                         | Zarzaquemada                     | Leganés   |      |
| 12827  | Clara Janés - Centro Comercial               | 485                         |                                  | Leganés   |      |
| 12828  | Av. Reina Sofía - Gabriela Mistral           | 485 1                       |                                  | Leganés   |      |
| 11910  | Irene Fernández - Av. María Moliner          | 485                         |                                  | Leganés   |      |
| 11912  | Av. Carmen Martín Gaite - Pza. Música        | 485                         |                                  | Leganés   |      |
| 11911  | Av. Carmen Martín Gaite - Centro de salud    | 485                         |                                  | Leganés   |      |
| 11913  | Av. Carmen Martín Gaite - Teresa Claramunt   | 485                         |                                  | Leganés   |      |
| 11905  | Av. María Guerrero - Av. María Moliner       | 485                         |                                  | Leganés   |      |
| 08206  | Ctra. M421 - C.C. Plaza Nueva                | 481 482 484 485 491 492 493 |                                  | Leganés   |      |
| 17800  | Ctra. M425 - Parque tecnológico              |                             |                                  | Leganés   |      |
| 07616  | Vía Lusitana - Cementerio Sur                | 484 485                     |                                  | Madrid    |      |
| 3995   | Vía Lusitana - Consejería de Empleo y Mujer  | 116 E1                      |                                  | Madrid    |      |
| 17041  | Intercambiador de Plaza Elíptica (dársena 8) |                             | Plaza Elíptica                   | Madrid    |      |